# Arthur Foljambe, 2. hrabě z Liverpoolu
Arthur William de Brito Savile Foljambe, 2. hrabě z Liverpoolu (Arthur William de Brito Savile Foljambe, 2nd Earl of Liverpool, 2nd Viscount Hawkesbury, 2nd Baron Hawkesbury) (27. května 1870, Compton Place, Anglie – 15. května 1941, Canwick Hall, Anglie) byl britský politik, syn nejvyššího hofmistra 1. hraběte z Liverpoolu. Od mládí sloužil v armádě, zastával funkce v Irsku, v politice patřil k liberálům. V roce 1907 po otci zdědil tituly a vstoupil do Sněmovny lordů. V letech 1912–1920 byl generálním guvernérem na Novém Zélandu.

## Životopis
Narodil se na zámku Compton Place v Sussexu (sídlo patřilo rodině Cavendishů, z nějž pocházela jeho matka), byl nejstarším synem nejvyššího hofmistra Cecila Foljambe, 1. hraběte z Liverpoolu. Studoval v Etonu a na vojenské akademii v Sandhurstu, poté sloužil v armádě. V letech 1898-1900 byl pobočníkem irského místokrále hraběte Cadogana, poté se zúčastnil búrské války, později byl nejvyšším hofmistrem a komořím dalšího irského místokrále hraběte z Aberdeenu (1906-1909). Mezitím v roce 1907 po otci zdědil rodové tituly a vstoupil do Sněmovny lordů, politicky náležel k liberálům. V letech 1909-1912 zastával ve vládě nižší dvorský úřad finančního inspektora královského dvora. Od roku 1912 byl guvernérem na Novém Zélandu, po změně státoprávního postavení vůči Velké Británii se stal prvním novozélandským generálním guvernérem (1917-1920), od roku 1917 byl též členem Tajné rady. Po první světové válce mu bylo prodlouženo funkční období, aby pomohl zorganizovat návštěvu prince waleského na Novém Zélandu. Z funkce odešel v červenci 1920, nahradil jej admirál John Jellicoe. Později zastával čestné funkce smírčího soudce v několika městech a zástupce místodržitele v hrabství Lincolnshire, kde vlastnil statky. V letech 1909-1939 vlastnil zámek Harstholme Hall (Lincolnshire), který byl zbořen v roce 1951, od roku 1939 sídlil na zámku Canwick Hall, taktéž v hrabství Lincoln.
Jeho manželkou byla Annette Monck (1875-1948), vnučka kanadského generálního guvernéra 4. vikomta Moncka. Manželství zůstalo bezdětné, titul hraběte zdědil Arthurův nevlastní bratr Gerald Foljambe, 3. hrabě z Liverpoolu (1878-1962), po něm pak další bratr Robert Foljambe, 4. hrabě z Liverpoolu (1887-1969). Současným představitelem rodu je Edward Foljambe, 5. hrabě z Liverpoolu (*1944).